# Cuộc chiến siêu nhiên giữa đời thường
Cuộc chiến siêu nhiên giữa đời thường (Nhật: 異能バトルは日常系のなかで Hepburn: Inō-Batoru wa Nichijō-kei no Naka de) là loạt light novel do Nozomi Kōta sáng tác và 029 minh hoạ. SB Creative xuất bản trọn bộ light novel thành 13 tập dưới ấn hiệu GA Bunko kể từ năm 2012 cho đến năm 2018. Tác phẩm cũng được Sakurabooks xuất bản tại Việt Nam từ năm 2017 đến năm 2020.
Một bản manga chuyển thể gồm 20 chương, do Kurose Kosuke sáng tác đã đăng tải trên tạp chí Comp Ace của  Kadokawa Shoten từ năm 2013 đến năm 2015. Các chương manga sau đó được biên soạn thành 4 tập tankobon. Một bộ anime truyền hình chuyển thể dài 12 tập do Trigger sản xuất, phát sóng từ tháng 10 đến tháng 12 năm 2014.

## Cốt truyện
Câu chuyện tập trung vào Câu lạc bộ Văn học của trường Trung học Senkō, có 5 thành viên: Jurai, Tomoyo, Hatoko, Sayumi và Chifuyu, mỗi người đều có siêu năng lực bằng cách nào đó. Siêu năng lực của họ giờ đây đã trở thành một phần trong cuộc sống hằng ngày của họ khi họ chiến đấu chống lại những người khác có sức mạnh tương tự trong khi đấu tranh để trưởng thành.

## Nhân vật

### Thành viên Câu lạc bộ Văn học
Andō Jurai (安藤 寿来)
Lồng tiếng bởi: Miyano Mamoru (drama CD), Okamoto Nobuhiko (anime) 
Nhân vật chính, người có một trường hợp đáng chú ý là 'chunibyo', mà cậu vẫn duy trì ngay cả sau khi có được siêu năng lực thực sự. Như vậy, cậu là người đã đặt tên cho sức mạnh của mọi người, mỗi năng lực đều được viết bằng chữ Hán nhưng đọc bằng tiếng Anh. Như sức mạnh của cậu: "Hắc Diêm" - Dark and Dark (黒焰（ダークアンドダーク） Dāku ando Dāku), là một ngọn lửa đen nhưng dường như vô dụng.
Kanzaki Tomoyo (神崎 灯代)
Lồng tiếng bởi: Imai Asami (drama CD), Yamazaki Haruka (anime) 
Một cô gái tóc đỏ thường xuyên bị chọc tức bởi những trò hề của Jurai và có tình cảm với cậu. Sức mạnh của cô là "Vĩnh Viễn" - Closed Clock (永遠（クローズドクロック） Kurōzudo Kurokku), cho phép cô ấy tăng tốc, làm chậm hoặc dừng thời gian, mặc dù cô ấy không thể tua lại nó. Sau đó, tiết lộ rằng cô ấy đang cố gắng trở thành một tiểu thuyết gia nhưng điều này chỉ được biết đến với Jurai khi anh tình cờ phát hiện ra.
Kushikawa Hatoko (櫛川 鳩子)
Lồng tiếng bởi: Kanemoto Hisako (drama CD), Hayami Saori (anime)
Một cô gái lịch sự, người thường coi những trò hề chunibyo của Jurai một cách nghiêm túc. Cô cũng là bạn thân thời thơ ấu của Jurai và cũng có tình cảm với anh. Sức mạnh của cô là "Ngũ Đế" - Over Element (五帝（オーバーエレメント） Ōbā Eremento), cho cô ấy khả năng điều khiển năm nguyên tố chính: đất, nước, lửa, gió và ánh sáng. Cô ấy có thể sử dụng đồng thời các nguyên tố này để tạo ra nhiều hiệu ứng khác nhau (tức là kết hợp đất và lửa để tạo ra magma).
Takanashi Sayumi (高梨 彩弓)
Lồng tiếng bởi: Hara Yumi (drama CD), Taneda Risa (anime)
Hội trưởng câu lạc bộ văn học. Cô ấy thường được nhìn thấy đang đọc sách và dường như có chút cảm tình với Andou. Sức mạnh của cô là "Thủy Nguyên" - Root of Origin (始原（ルートオブオリジン） Rūto obu Orijin) trong đó bất kỳ ai hoặc bất cứ thứ gì cô ấy chạm vào đều trở lại trạng thái ban đầu, mặc dù bản chất chính xác của điều này vẫn còn mơ hồ. Sau đó, cô "đánh thức" khả năng đưa mọi người và có thể là đồ vật trở lại những nơi mà họ đã từng đến trước đây.
Himeki Chifuyu (姫木 千冬)
Lồng tiếng bởi: Kugimiya Rie (drama CD), Yamashita Nanami (anime)
Một học sinh tiểu học năm tư là cháu gái của cố vấn. Sức mạnh của cô ấy là "Sáng Thế" - World Create (創世（ワールドクリエイト） Wārudo Kurieito), cho phép cô ấy tự tạo ra vật chất và không gian. Cô ấy cũng có thể khai thác trí nhớ của trái đất để tạo ra vật chất mà cô ấy chưa từng thấy trước đây. Cô đã từng đánh nhau với người bạn thân nhất của mình - Madoka, trước khi cô yêu cầu Shiharu giúp cô làm lành với người bạn thân nhất của mình. Cô cũng có tình cảm với Ando.

### Khác
Kudō Mirei (工藤 美玲)
Lồng tiếng bởi: Asumi Kana (drama CD) Fukuhara Kaori (anime) 
Hội trưởng hội học sinh là người phát triển khả năng của bản thân. Năng lực của cô là "Cường Dục" - Grateful Robber (強欲（グレイトフルラバー） Gureitofuru Rabā), cho phép cô ấy đánh cắp bất kỳ khả năng nào mà cô ấy chứng kiến được kích hoạt. Ban đầu, cô đã nhầm một bức thư từ Jurai là một lời tỏ tình (do tên cướp và người yêu có cách phát âm là rabā) và phải lòng cậu. Ngay cả khi bị từ chối, cô ấy vẫn là bạn với Jurai.
Kiryū Hajime (桐生 一)
Lồng tiếng bởi: Seki Tomokazu (drama CD) Terashima Takuma (anime) 
Anh trai cùng cha khác mẹ của Tomoyo đã bỏ nhà đi một năm trước. Giống như Jurai, cậu cũng khá thích 'chunibyo'. Khả năng của cậu là "Pinpoint Abyss" cho phép cậu mở ra các lỗ đen hút đối thủ của mình vào và đưa họ trở lại vị trí cũ trước cuộc họp mà không có bất kỳ ký ức nào về những gì đã xảy ra, trước khi là một người sử dụng sức mạnh, cậu đã từng học đại học và thậm chí có một công việc.
Saitō Hitomi (斉藤 一十三)
Lồng tiếng bởi: Fujimura Ayumi 
Chỉ huy thứ hai cho băng đảng của Hajime.
Lithia (リーティア Rītia)
Lồng tiếng bởi: Ōtsubo Yuka (drama CD) Hara Sayuri (anime) 
Cô ấy là một tiên nữ được chỉ định cho nhóm của Kiryu, người cố vấn cho họ mọi vấn đề liên quan đến các cuộc chiến cổ tích. Mặc dù có kích thước nhỏ, nhưng cô ấy có thể khá mạnh tay khi tranh cãi với bất kỳ ai trong nhóm.
Sagami Shizumu (相模 静夢)
Lồng tiếng bởi: Hosoya Yoshimasa 
Một cậu bé ở trường liên tục bị các cô gái của mình ném đá vì hành vi otaku của mình. Mặc dù cả hai đều thích anime, cậu và Jurai không hợp nhau. Có ý kiến cho rằng cậu cũng là một người sử dụng sức mạnh cũng thuộc hội của Kiryu. Tuy nhiên, Kiryu không thích cậu vì bản chất chiếm đoạt của cậu.
Kuki Madoka (九鬼 円)
Lồng tiếng bởi: Katō Emiri 
Bạn thân và bạn cùng lớp của Chifuyu ở trường tiểu học, người được cô đặt biệt danh là "Cookie". Madoka đã từng đánh nhau với Chifuyu, trước khi Chifuyu yêu cầu Shiharu giúp cô thu phục Madoka như một món quà để bù đắp với cô.
Satomi Shiharu (里見 詩春)
Lồng tiếng bởi: Nazuka Kaori 
Cố vấn của câu lạc bộ văn học và là dì của Chifuyu, người thường đưa Chifuyu đến câu lạc bộ do lịch trình bận rộn của cô ấy.
Takanashi Maiya (高梨 舞矢)
Lồng tiếng bởi: Morohoshi Sumire 
Em gái của Sayumi.

## Phương tiện truyền thông

### Light Novel
Loạt light novel do Nozomi Kōta sáng tác và 029 minh hoạ. Được SB Creative xuất bản trọn bộ 13 tập dưới ấn hiệu GA Bunko kể từ ngày 15 tháng 06 năm 2012 cho đến ngày 13 tháng 01 năm 2018. Bộ truyện đã được Sakura Books phát hành trọn bộ 13 tập tại Việt Nam dưới ấn hiệu Sakura Light Novel kể từ ngày 06 tháng 04 năm 2017 cho đến ngày 20 tháng 06 năm 2020.
| #  | Phát hành Tiếng Nhật      | Phát hành Tiếng Nhật | Phát hành Tiếng Việt     | Phát hành Tiếng Việt |
| #  | Ngày phát hành            | ISBN                 | Ngày phát hành           | ISBN                 |
| -- | ------------------------- | -------------------- | ------------------------ | -------------------- |
| 1  | Ngày 16 tháng 6 năm 2012  | 978-4-7973-6991-5    | Ngày 6 tháng 4 năm 2017  | —                    |
| 2  | Ngày 17 tháng 10 năm 2012 | 978-4-7973-7197-0    | Ngày 6 tháng 4 năm 2017  | —                    |
| 3  | Ngày 16 tháng 3 năm 2013  | 978-4-7973-7303-5    | Ngày 24 tháng 7 năm 2017 | —                    |
| 4  | Ngày 16 tháng 7 năm 2013  | 978-4-7973-7470-4    | Ngày 25 tháng 8 năm 2017 | —                    |
| 5  | Ngày 15 tháng 11 năm 2013 | 978-4-7973-7525-1    | Ngày 3 tháng 11 năm 2017 | —                    |
| 6  | Ngày 17 tháng 3 năm 2014  | 978-4-7973-7660-9    | Ngày 29 tháng 5 năm 2018 | —                    |
| 7  | Ngày 14 tháng 7 năm 2014  | 978-4-7973-7790-3    | Ngày 27 tháng 7 năm 2018 | —                    |
| 8  | Ngày 14 tháng 10 năm 2014 | 978-4-7973-8017-0    | Ngày 23 tháng 8 năm 2018 | —                    |
| 9  | Ngày 14 tháng 11 năm 2014 | 978-4-7973-8159-7    | Ngày 19 tháng 2 năm 2019 | —                    |
| 10 | Ngày 13 tháng 3 năm 2015  | 978-4-7973-8236-5    | Ngày 13 tháng 4 năm 2019 | —                    |
| 11 | Ngày 15 tháng 4 năm 2016  | 978-4-7973-8735-3    | Ngày 17 tháng 1 năm 2020 | —                    |
| 12 | Ngày 14 tháng 9 năm 2016  | 978-4-7973-8890-9    | Ngày 16 tháng 3 năm 2020 | —                    |
| 13 | Ngày 13 tháng 1 năm 2018  | 978-4-7973-9386-6    | Ngày 27 tháng 6 năm 2020 | —                    |

### Manga
Một bản manga chuyển thể, gồm 20 chương, do Kurose Kosuke minh hoạ. Được đăng trên tạp chí Comp Ace của  Kadokawa Shoten kể từ ngày 26 tháng 07 năm 2013 cho đến ngày 26 tháng 02 năm 2015. Các chương manga đã được biên tập thành 4 tập tankōbon phát hành kể từ ngày 22 tháng 03 năm 2014 cho đến ngày 25 tháng 03 năm 2015.
| # | Ngày phát hành Tiếng Nhật | ISBN Tiếng Nhật   |
| - | ------------------------- | ----------------- |
| 1 | 22 tháng 03 năm 2014      | 978-4-0412-1067-3 |
| 2 | 25 tháng 09 năm 2014      | 978-4-0410-2120-0 |
| 3 | 21 tháng 11 năm 2014      | 978-4-0410-2288-7 |
| 4 | 25 tháng 03 năm 2015      | 978-4-0410-2879-7 |

### Anime
Một bộ anime truyền hình chuyển thể dài 12 tập, sản xuất bởi studio Trigger. Do Otsuka Masahiko đạo diễn và viết kịch bản. Yamaguchi Satoshi thiết kế các nhân vật và Elements Garden biên soạn phần nhạc nền. Ca khúc opening là "OVERLAPPERS" thể hiện bởi nhóm Qverktett: II (Yamazaki Haruka, Hayami Saori, Taneda Risa và Yamashita Nanami), ca khúc ending là "You Gotta Love Me!" thể hiện bởi Katou ＊ Fuku (Emiri Katō và Kaori Fukuhara). Anime được phát sóng kể từ ngày 06 tháng 10 năm 2014 cho đến ngày 22 tháng 12 năm 2014. Bộ Anime đã được Sentai Filmworks mua bản quyền ở Bắc Mỹ.
 